# Mode de ventilation mécanique

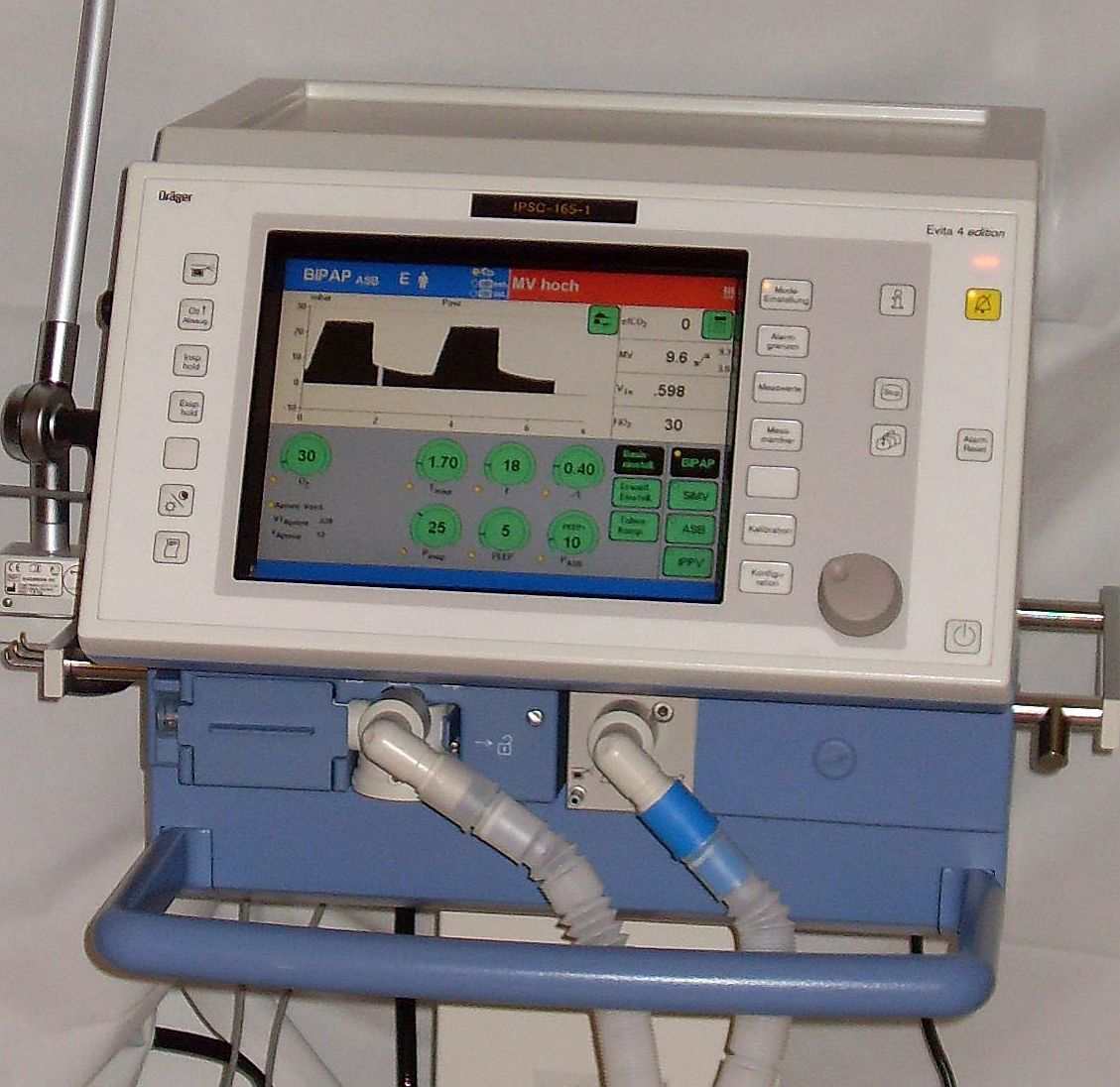
Le ventilateur « Evita 4 » (Dräger) conçu pour la réanimation paramétré en BiPAP.

Un mode de ventilation mécanique, ou mode ventilatoire, est un aspect majeur de la ventilation mécanique en médecine. Le mode fait référence a la méthode d'assistance inspiratoire délivrée par le ventilateur. Généralement, le choix du mode ventilatoire depend de la familiarité du clinicien vis-a-vis du-dit mode et des preferences institutionnelles concernant le choix du fabricant ou du modèle de ventilateur, étant donne qu'il existe peu de preuves dans la littérature indiquant que le mode affecte le prognostic du patient. 
Il existe trois principales catégories : la ventilation en volume contrôlé, la ventilation en pression contrôlée et la ventilation spontanée. 
Les nomenclatures n’étant pas standardisées, noms et abréviations varient d'un fabricant à l'autre ou d'un pays à l'autre, même si cela tend à s'harmoniser depuis les années 2010,. Récemment, dans les pays anglo-saxons, il est d'usage d’écrire le type de contrôle (volume, pression ou spontanée) suivi d'un tiret puis du mode proprement-dit (PC-IMV ou VC-MMV ou SPN-CPAP/PS). En raison de l'uniformisation des pratiques médicales au niveau international, cet article détaille les modes rencontrés dans les pays francophones ainsi que leur équivalent en anglais.

## Taxonomie des modes ventilatoires
La taxonomie est un système de classification logique basé sur les « dix maximes » utilisées pour le fonctionnement des ventilateurs,.
Pour résumer, un mode ventilatoire est classifié selon quatre principaux paramètres :
1. la variable du contrôle (pression ou volume) ;
2. la séquence respiratoire (ventilation contrôlée, intermittente ou spontanée) ;
3. le modèle de respiration primaire (pour la ventilation contrôlée et spontanée) ;
4. le modèle de respiration secondaire (pour la ventilation intermittente).

### Contrôle

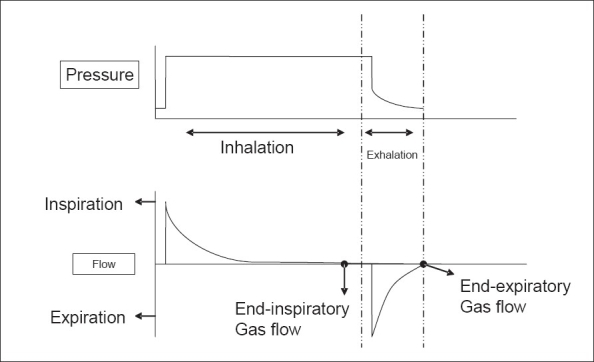
Exemple d'une courbe débit/temps telles que celles représentées sur les ventilateurs modernes.

Le ventilateur assiste une respiration en contrôlant soit le volume soit la pression d'air (ou de mélange gazeux) insufflé. Une respiration est la somme d'un cycle de flux d'air positif (inspiration) et d'un flux négatif (expiration) défini selon une courbe débit/temps.
Un modèle mathématique simple et unique est utilisé pour mettre en relation volume et pression, connu comme étant l'équation de mouvement pour le système respiratoire passif : Pression = (élastance x volume) + (résistance x débit).
Les trois variables de contrôle sont :
- Le volume contrôlé (VC) signifie que le volume et le débit sont pré-réglés avant l'inspiration. Le côté droit de l'équation du mouvement reste donc inchangé, alors que la pression va changer avec l'élastance et la résistance.
- La pression contrôlée (PC) signifie que la pression inspiratoire est pré-réglée, soit comme une valeur constante soit proportionnellement à l'effort inspiratoire du patient. Sur l'équation de mouvement, le cote gauche reste constant alors que volume et débit changent avec l'élastance et la résistance.
- Le temps contrôlé (TC) est un troisième mode, rarement utilisé ou combiné avec l'un des précédents, où aucune des variables principales (pression, volume ou débit) ne sont paramétrées. Seuls les temps inspiratoires et expiratoires sont pré-réglés.

### Séquence
Une « sequence respiratoire » est un cycle particulier de respirations spontanées et/ou obligatoires. 
- Une respiration est spontanée lorsque le patient déclenche (trigge) et effectue la respiration jusqu'à la fin de l'expiration. Elle peut avoir lieu pendant une respiration obligatoire (par exemple avec la ventilation spontanée en pression positive variable) et peut être « assistée » ou « non-assistée ».
  - Une respiration est assistée si le ventilateur remplace complètement ou partiellement le travail respiratoire du patient. En termes plus techniques, une respiration assistée est définie comme une respiration pour laquelle la pression des voies aériennes dépasse la pression de base au cours de l'inspiration.
  - Une respiration non-assistée est une respiration pour laquelle le ventilateur dispense simplement le flux demandé par le patient et où la pression reste constante au cours de la respiration.
- Une respiration est obligatoire lorsque c'est le ventilateur qui déclenche et/ou effectue la respiration pour le patient. Elle peut avoir lieu pendant une respiration spontanée (ventilation oscillatoire à haute fréquence) et est, par définition, assistée.

Il existe trois sequences respiratoires : la ventilation contrôlée, la ventilation intermittente et la ventilation spontanée. 
- En ventilation contrôlée, aucune respiration spontanée n'est possible entre les respirations obligatoires.
- En ventilation intermittente, des respirations spontanées peuvent être déclenchées entre les respirations obligatoires.
- En ventilation spontanée, toutes les respirations sont spontanées.

### Modèle
Il existe cinq modèles principaux, résumés ainsi par leur nomenclature anglaise : 
- VC-CMV (VC - Controlled mechanical ventilation) : ventilation en volume contrôlé ;
- VC-IMV (VC - Intermittent mechanical ventilation) : ventilation en volume intermittent ;
- PC-CMV (PC - Controlled mechanical ventilation) : ventilation en pression contrôlée ;
- PC-IMV (PC - Intermittent mechanical ventilation) : ventilation en pression intermittente ;
- PC-CSV (PC - Continuous spontaneous ventilation) : ventilation en pression spontanée.

L'association de la ventilation en volume avec le mode spontanée VC-CSV (VC - Continuous spontaneous ventilation, ventilation en volume spontané) n'est pas possible puisque la ventilation volumétrique implique une sequence obligatoire et non-spontanée.
L'ajout du mode assisté (ou parfois qualifié de synchronized en anglais) permet au patient de déclencher (trigger) une respiration, que celle-ci soit spontanée ou obligatoire. Il peut être utilisé en mode contrôlé (VAC, PAC), en mode intermittent (VACI, P-VACI) et est présent sur tous les modes spontanés tant que l'aide inspiratoire (AI) est réglée au-dessus de zéro.
L'appellation modèle de respiration primaire fait référence au caractère spontané ou obligatoire de la séquence (spontané en CVS ; obligatoire en CMV) ; dans ces deux cas, il n'y aura pas de modèle secondaire. Le modèle de respiration secondaire est utilisé en mode intermittent puisque, uniquement dans ce cas, le mode primaire est par défaut spontané, et le mode secondaire est obligatoire, prêt à prendre le relais si la respiration primaire s’avère insuffisante.

## Modes ventilatoires
- Mode contrôlé
- Mode intermittent
- Mode spontané

| Mode ventilatoire            | Mode ventilatoire                                        | Acronyme            | Équivalent en anglais,                                                                    | Acronyme              | Description |
| Modes volumétriques          | Modes volumétriques                                      | Modes volumétriques | Modes volumétriques                                                                       | Modes volumétriques   | Modes volumétriques |
| ---------------------------- | -------------------------------------------------------- | ------------------- | ----------------------------------------------------------------------------------------- | --------------------- | --- |
|                              | Ventilation contrôlée                                    | VC                  | Controlled mechanical ventilation                                                         | VC-CMV                | Respirations obligatoires déclenchées uniquement par le ventilateur selon une fréquence (f) pré-réglée pour un volume total (Vt) insufflé constant et par conséquent un volume minute (VM) prévisible. |
|                              | Ventilation assistée contrôlée                           | VAC                 | Assist control Assist control ventilation Synchronized controlled mechanical ventilation  | VC-AC VC-ACV VC-S-CMV | VC garantissant une fréquence (f) minimale pour un flux inspiratoire fixe, mais permettant au patient de déclencher une inspiration obligatoire. |
|                              | Volume assisté contrôlé intermittent                     | VACI                | Synchronized intermittent mechanical ventilation                                          | VC-SIMV               | VC intermittent où le flux inspiratoire est fixe mais qui permet au patient de déclencher (trigger) durant la phase expiratoire pour obtenir une respiration soit obligatoire soit spontanée. La fréquence (f) est synchronisée avec l'effort inspiratoire du patient. |
|                              | Ventilation imposée variable                             | VIV                 | Minute mandatory ventilation                                                              | VC-MMV                | SIMV où les respirations obligatoires ne seront délivrées que si les respiration spontanées ne sont pas suffisantes pour atteindre le volume minute (VM) minimum pré-réglé. |
| Modes barométriques          |                                                          |                     |                                                                                           |                       | |
|                              | Pression contrôlée                                       | PC                  | Pressure controlled ventilation                                                           | PC-VPC                | Respirations délivrées pour une pression maximale (Pinsp) déterminée permettant la respiration spontanée. |
|                              | Pression assistée contrôlée                              | PAC                 | Assist control Pressure controlled mechanical ventilation                                 | PC-AC PC-CMV          | PC garantissant une fréquence (f) minimale pour une pression inspiratoire (Pinsp) donnée, mais permettant au patient de déclencher (trigger) une inspiration obligatoire. |
|                              |                                                          |                     | Pressure controlled inverse ratio ventilation                                             | PCIRV                 | |
|                              | Ventilation en pression assistée contrôlée intermittente | P-VACI              | Synchronized intermittent mechanical ventilation                                          | PC-SIMV               | PC intermittente où la pression inspiratoire (Pinsp) est fixée mais qui permet au patient de déclencher (trigger) durant n'importe quelle phase pour obtenir une respiration soit obligatoire soit spontanée. La fréquence (f) est synchronisée avec l'effort inspiratoire du patient. |
|                              | Ventilation à double niveau de pression                  | VDNP BPAP           | Biphasic intermittent positive airway pressure                                            | PC-BiPAP ou BPAP      | PC intermittente où deux niveaux de pressions sont pré-réglés (inspiratoire Pinsp et expiratoire PEEP). La fréquence est synchronisée avec l'effort inspiratoire ET expiratoire du patient. La BPAP est un des modes contrôlés facilement utilisés en ventilation non-invasive (VNI). |
|                              | Aide inspiratoire                                        | AI                  | Pressure support ventilation                                                              | PC-PSV                | Mode spontané où le patient initie (trigge) chaque respiration que le ventilateur délivre selon le niveau de pression pré-réglé. Le patient régule leur fréquence (f) et leur volume total (Vt). Des changements de compliance pulmonaire ou d'effort respiratoire va par conséquent affecter le Vt du patient. |
|                              | Ventilation spontanée en pression positive variable      | VS-PPV              | Airway pressure release ventilation                                                       | PC-APRV               | PC intermittente basée sur un cycle de deux temps pré-réglés alternant entre deux niveaux de pression positive (un temps long d'inspiration à haute pression, et un bref temps expiratoire). C'est un mode de ventilation à ratio inversé ; il permet un recrutement alvéolaire accru étant donné le temps prolongé de l'inspiration, la brève expiration permettant l'évacuation du CO2 tout en prévenant l'atélectasie ; pour ces raisons, il s'agit d'un mode conventionnel de protection pulmonaire. Par son aspect à deux niveaux de pression, il est similaire à la BIPAP (attention à ne pas confondre avec le mode BiPAP™, une appellation déposée). |
|                              | Ventilation spontanée avec pression expiratoire positive | VS-PEP              | Continuous positive applied pressure                                                      | SPN-CPAP/VS           | |
|                              | Ventilation spontanée avec aide inspiratoire             | VS-AI ou VS+AI      | Continuous positive applied pressure with pressure support Assisted spontaneous breathing | SPN-CPAP/PS ASB       | |
|                              |                                                          |                     | Proportional pressure support                                                             | SPN-PPS               | |
| Modes mixtes ou hybrides     |                                                          |                     |                                                                                           |                       | |
|                              |                                                          |                     | Proportional assist ventilation                                                           | PAV                   | La ventilation assistée proportionnelle PAV est une sorte de direction assistée pour le patient: elle augmente les efforts respiratoires avec une assistance de pression inspiratoire. |
|                              |                                                          |                     | Neurally adjusted ventilatory assist                                                      | NAVA                  | L'assistance ventilatoire à réglage neuronal NAVA prend des mesures des muscles diaphragmatiques et l'utilise pour ajuster les niveaux de pression inspiratoire. |
|                              |                                                          |                     | Mandatory Minute Ventilation                                                              | MMV                   | MMV nécessite le réglage de la ventilation minute et ajuste automatiquement le volume courant pour atteindre l'objectif de ventilation minute. |
|                              | Volume contrôlé à régulation de pression                 | VCRP                | Pressure regulated volume control                                                         | PRVC, AutoFlow        | VCRP contrôle la pression inspiratoire pour atteindre un objectif de volume courant défini par le clinicien. Également appelé AutoFlow ou d'autres termes. |
|                              |                                                          |                     | Adaptive Support Ventilation                                                              | ASV                   | ASV fonctionne en deux étapes: Premièrement, la ventilation minute souhaitée est divisée en volume cible et taux cible. Deuxièmement, les deux objectifs sont atteints par des ajustements continus de la pression inspiratoire et de la fréquence respiratoire,. |
|                              |                                                          |                     | SmartCare                                                                                 | SmartCare             | SmartCare est un mode VS-AI avec ajustement automatique des niveaux de pression. SmartCare est basé sur des connaissances cliniques issues d'experts du domaine. L'objectif est de sevrer les patients de la ventilation mécanique. |
| Modes ou paramètres spéciaux |                                                          |                     |                                                                                           |                       | |
|                              | Pression expiratoire positive                            | PEP ou PEEP         | Positive end-expiratory pressure                                                          | PEEP                  | |
|                              |                                                          |                     | Automatic Tube Compensation                                                               | ATC                   | Paramètre censé compenser la difference de pression créée par l'interface (sonde d'intubation ou tube de trachéotomie) lorsqu'il est inséré dans la trachée d'un patient ventilé. L'ATC depend du diamètre du tube et peut être activé pour n'importe quel mode afin d’améliorer futur sevrage ventilatoire. |
|                              | Ventilation oscillatoire à haute fréquence               |                     | High-frequency ventilation                                                                |                       | |
|                              | Continuous positive airway pressure                      | CPAP                |                                                                                           |                       | Ne pas confondre avec la CPAP (VS-AI) utilisée par les anglo-saxons ! |

### Modes volumétriques
La ventilation volumétrique ou ventilation en volume contrôlé (VVC), en anglais : volume control (VC), le respirateur délivre un débit contrôlé (soit fixe ou décroissant) au cours du temps inspiratoire.

#### Ventilation contrôlée (VC)
- Mode : contrôlé.
- Pré-réglages : f (fréquence), Vt (volume total)

Respirations obligatoires déclenchées uniquement par le ventilateur selon une fréquence (f) pré-réglée pour un volume total (Vt) insufflé constant et par conséquent un volume minute (VM) prévisible.

#### Ventilation assistée contrôlée intermittente (VACI)
C'est un mode hybride. Les cycles sont soit conformes à des cycles contrôlés soit conformes à des cycles spontanés. Prôné comme mode de sevrage et longtemps utilisé comme tel il a beaucoup perdu en 2008 de ses défenseurs. Il offre pour certains un mode de sevrage avec un minimum de ventilation garanti.

### Modes barométriques
Dans ce type de ventilation, le respirateur applique une pression (consigne déterminée par le clinicien) sans égard au volume que cela fait entrer dans les poumons. Ce volume est donc déterminé par les caractéristiques mécaniques du poumon qui sont la résistance mécanique et la compliance pulmonaire. Il est indispensable de bien régler ses alarmes de volume pour s'assurer que le patient soit suffisamment ventilé.

#### Modes spontanés

##### Ventilation spontanée (VS) avec aide inspiratoire (VS+AI)
- On règle FiO2 et PEEP mais on revanche on n'est pas maître de la ventilation alvéolaire du patient. Aucune fréquence n'est réglée dans ce mode, le respirateur se contente pressuriser le circuit avec une aide inspiratoire à chaque fois que le patient initie une respiration. Il faut accorder un soin tout particulier aux réglages de trigger. Le trigger inspiratoire, au mieux en débit, est réglé au minimum possible sans que l'on observe d'auto déclenchements. Le trigger expiratoire est le plus souvent paramétré à 25 % du débit inspiratoire maximal. Parfois on peut régler un temps inspiratoire qui limite l'inspiration surtout en cas de fuites. la durée du temps expiratoire dépend exclusivement du patient (et du niveau de trigger).
- Certains appellent la VSAI « la ventilation à deux niveaux de pression » par opposition à la CPAP facilement réalisable avec un dispositif de Boussignac. Toutefois cette terminologie introduit une confusion avec le mode BIPAP de Drager qui est une ventilation contrôlée.

### Modes mixtes ou hybrides

#### Volume contrôlé à régulation de pression (VCRP)
La VCRP est un mode de ventilation auto-régulé dérivé de la pression contrôlée où la pression est ajustée entre chaque respiration en fonction d'un volume cible (réglé par le clinicien). La pression nécessaire pour atteindre le volume visé est calculée par le respirateur à partir du volume expiré moyen des dernières respirations et de la pression qui avait été utilisée. Souvent présenté comme un hybride entre le volumétrique et la pression contrôlée, ce mode à l'avantage d'assurer une ventilation minute minimale (comme la ventilation volumétrique) tout en utilisant la pression nécessaire et suffisante pour le volume courant cible, dans le temps inspiratoire imparti. Il assure également un confort appréciable pour le patient.

#### Ventilation contrôlée en boucle fermée
Les réglages de ventilation sont historiquement effectués par le clinicien. La réponse des patients à la ventilation mécanique peut changer rapidement et nécessiter un réajustement des paramètres du ventilateur. Cependant, les cliniciens ne peuvent pas être continuellement au lit du patient. Pour cette raison, un ajustement automatique des paramètres semble justifié. En raison de la nature sensible de la procédure, l'automatisation n'a pas été introduite d'un seul coup mais par étapes et continue d'évoluer. Les premières tentatives en boucle fermée se sont concentrées sur la ventilation minute (MMV), puis sur la fréquence respiratoire (MRR) et sur le volume courant (garantie de volume). Avec l'avènement de la mesure expiratoire du CO2, un contrôle expérimental en boucle fermée des gaz sanguins a été essayé, mais il n'est entré en pratique clinique que récemment.Les modes de ventilation contrôlée en boucle fermée sont devenus disponibles sous diverses formes (voir le tableau ci-dessus) et joueront un rôle important à l'avenir.

### Autres modes de ventilation

#### Continuous positive airway pressure (CPAP)
En pratique le terme de CPAP désigne deux choses : d'un côté, on peut le réaliser sur un respirateur traditionnel on choisissant un mode VSAI et en réglant le niveau d'aide (AI) à 0 ; d'un autre côté il existe un dispositif appelé « CPAP de Boussignac » nettement moins encombrant qu'un respirateur. La Boussignac a connu un essor important dans la prise en charge préhospitalière des OAP notamment du fait de son faible encombrement et de sa facilité d'utilisation.

#### Ventilation oscillatoire à haute fréquence
Ce type de ventilation se fait à une fréquence de 2 à 5 Hz (soit 120 à 300/min) avec des volumes courants très faibles. Elle permettrait d'éviter les dommages aux alvéoles en permettant de les garder en permanence ouvertes.